# 1994年の猛暑 (日本)
1994年の猛暑（1994ねんのもうしょ）とは、1994年（平成6年）の7月中旬から8月前半にかけて日本の広範囲で見舞われた猛暑である。

## 経過
1993年（平成5年）の記録的な冷夏（1993年米騒動）から一転、7月13日までに全国で梅雨明けとなり、直後からお盆にかけて記録的な猛暑となった。40℃以上の日最高気温は、全国3か所で観測された。特に瀬戸内・近畿地方で空前の猛暑となっており、2025年8月現在でも、2013年や2018年を凌ぎ、観測史上最高気温となった地点（極値）が多い。
都道府県庁所在地では2025年8月現在でも、青森市、長野市、津市、京都市、大阪市、神戸市、奈良市、松江市、広島市、徳島市、佐賀市、長崎市、熊本市で観測史上最高気温（後に記録が更新された地点は含まない）を記録している。
また、フェーン現象の影響も多く、北陸、山陰地方でも記録的な猛暑となっている。この記録的猛暑の原因として、ダイポールモード現象の発生が影響している。
- 5月1日 - 宮崎県西米良村で、当年のアメダスにおいて最早の真夏日30.8℃を観測。
- 5月4日 - 新潟県新潟市および上越市で、当年の気象官署（気象台・測候所）において最早の真夏日31.5℃を観測。
- 6月26日 - 宮崎県宮崎市で、当年で最早の猛暑日35.1℃を観測。
- 7月4日 - 山梨県甲府市で39.3℃、勝沼町で39.1℃を観測。
- 7月5日 - 群馬県で猛暑。前橋市と鬼石町（神流）で38.7℃、伊勢崎市で38.2℃、桐生市で38.1℃を観測した。また、埼玉県寄居町で38.3℃を観測。静岡県でも本川根町で38.6℃、天竜市で38.2℃を観測。
- 7月6日 - 静岡県天竜市で38.3℃を観測。
- 7月9日 - 宮崎県西米良村で38.5℃を観測。
- 7月11日 - 宮崎県西米良村で県内観測史上最高（当時）の39.3℃を観測。また、岡山県高梁市で38.3℃を観測。また、徳島県美馬町穴吹で県内観測史上最高の39.2℃を観測したものの、後に統計切断され観測記録としては使用されていない（同観測地は8月9日にも38.0℃を観測している）。
- 7月12日 - 宮崎県西米良村で38.9℃を観測。
- 7月13日 - 高知県西土佐村江川崎と大分県日田市で38.3℃を観測。
- 7月14日 - 宮崎県西米良村で38.7℃を観測。
- 7月15日 - 徳島県徳島市で観測史上最高の38.4℃を観測。また茨城県大子町で38.1℃を観測。中京地方も顕著な猛暑となり、東海市で38.7℃、名古屋市で38.1℃を観測。岐阜県では岐阜市で39.0℃、多治見市で38.7℃、八幡町で38.2℃、美濃市で38.1℃、萩原町で38.3℃などを観測。また、瀬戸内でも猛暑となり、香川県高松市で38.2℃、兵庫県南淡町で淡路島における観測史上最高（当時）となる37.8℃を観測。九州では宮崎県都城市で観測史上最高（当時）の37.1℃を観測。
- 7月16日 - 西日本で記録的猛暑。佐賀県佐賀市で県内観測史上最高、九州歴代3位タイの39.6℃、白石町で39.0℃、熊本県熊本市で観測史上最高タイの38.8℃、福岡県黒木町で39.2℃、大分県日田市で39.2℃、玖珠町で38.5℃、宮崎県北浦町（古江）で38.4℃、高千穂町で観測史上最高の37.3℃を観測。また、広島県安佐北区（三入）で県内最高記録（当時）の38.9℃、のほか加計町で38.3℃、広島市で38.0℃、岡山県建部町（福渡）で39.0℃、山口県玖珂町で38.1℃、錦町（広瀬）で38.3℃、香川県多度津町で38.5℃、愛媛県大洲市で38.2℃、大三島町で観測史上最高の38.0℃、高知県西土佐村江川崎で38.8℃、檮原町で38.2℃、大阪市で38.0℃を観測。
- 7月17日 - 広島県で記録的猛暑。広島県広島市で観測史上最高の38.7℃、大竹市で38.0℃を観測したほか県内4地点で38度以上。また岡山県高梁市で38.9℃、建部町（福渡）で38.8℃、山口市で38.0℃を観測。北九州でも、大分県日田市で39.3℃、佐賀市でも連日の記録的猛暑となる39.3℃、熊本市で引き続き38.8℃、福岡県黒木町で38.8℃、太宰府市と久留米市で38.1℃、大分県玖珠町で38.4℃を観測。
- 7月18日 - 佐賀県佐賀市で3日連続39度となる39.1℃、熊本市で38.3℃、大分県玖珠町で38.8℃、福岡県朝倉町で38.0℃を観測。
- 7月19日 - 大分県日田市で38.5℃を観測。
- 7月22日 - 広島市で38.3℃、愛媛県松山市で37.0℃を観測。
- 7月23日 - 鳥取県鳥取市で当時として県内観測史上最高の39.1℃を観測。また、長崎市で観測史上最高タイの37.7℃を観測。熊本県八代市で観測史上最高（当時）の37.9℃を観測。
- 7月24日 - 山口県山口市で38.4℃を観測。長崎市では前日に迫る37.6℃を観測。また、日田市で35.7℃を観測し、当時としては観測史上最長の、7月3日から始まる、22日連続35℃以上（猛暑日と同基準）を記録した。
- 7月28日 - 京都市で38.1℃を観測。
- 8月1日 - 島根県松江市で観測史上最高の38.5℃、鳥取県米子市で観測史上最高の38.9℃、境港市で38.1℃を観測。
- 8月2日 - 山梨県甲府市で39.7℃、韮崎市で38.4℃、静岡県本川根町、三重県津市で38.2℃を観測。茨城県古河市で38.0℃、群馬県館林市で38.4℃、前橋市で38.0℃を観測。
- 8月3日 - 東京都千代田区で観測史上2位となる39.1℃を記録[1]。また、静岡県磐田市で観測史上最高の39.2℃、天竜市で38.9℃、浜松市で38.0℃、いわき市小名浜で観測史上最高の37.7℃を観測。
- 8月4日 - 中部地方で記録的猛暑となり、静岡県天竜市（現在は浜松市天竜区）で当時の国内歴代2位の記録となる40.6℃、佐久間町で39.5℃、山梨県甲府市で39.8℃、愛知県では八開村（愛西）で39.4℃、鳳来町で観測史上最高（当時）の38.6℃など、県内6地点で38度以上を観測した。また、茨城県古河市で38.3℃、土浦市で38.0℃、群馬県でも3地点で38℃以上を観測。
- 8月5日 - 伊勢湾一帯で史上空前の記録的猛暑。愛知県八開村（現愛西市）で40.3℃を観測。また、名古屋市で39.8℃、東海市、豊田市でも39℃以上となるなど、記録的な猛暑となった。また、三重県津市で観測史上最高となる39.5℃を観測したほか、四日市市で観測史上最高の38.8℃、小俣町で38.6℃、鳥羽市で観測史上最高の38.3℃、南島町（南伊勢）でも観測史上最高（当時）の38.2℃を観測。近畿地方でも京都市と枚方市で39℃以上、奈良市で38.4℃を観測。広島県府中市でも38.0℃を観測。
- 8月6日 - 大阪府堺市で39.3℃、枚方市で2日連続の39℃以上となる39.5℃を観測。京都市でも2日連続39℃以上となった。奈良市で39.2℃、和歌山市で今年最高となる38.1℃を観測。また、宮崎県えびの市加久藤で観測史上最高（当時）の37.9℃を観測。
- 8月7日 - 全国的な記録的猛暑。35度以上の観測地点は294地点[2]となり、当時としては日本一を更新した。北海道でも記録的猛暑となり、札幌市で当時として観測史上最高の36.2℃を観測、津別町で37.7℃、網走市で観測史上最高の37.6℃、帯広市で37.0℃、常呂町で36.9℃を観測した。北海道紋別市では日最低気温28.1℃を観測し、現在でも北海道における最低気温の最高記録となっている。また、岐阜県では岐阜市、多治見市で39.7℃など、県内6地点で39℃以上となった。埼玉県でも秩父市で観測史上最高の39.3℃を観測。岡山県では県内6地点で観測史上最高となり、岡山市と久世町で県内観測史上最高タイの39.3℃を観測。近畿地方でも京都市、枚方市、奈良市で連続39℃以上となり、京都府福知山市で39.0℃、和歌山県かつらぎ町で県内初の39℃を観測。東北地方では福島市で38.4℃、梁川町で38.5℃を観測。四国地方では香川県財田町で38.1℃を観測。
- 8月8日 - 近畿地方で観測史上空前の猛暑。和歌山県かつらぎ町で当時の国内歴代2位タイの40.6℃を観測。また、大阪府豊中市で府内観測史上最高の39.9℃、枚方市で4日連続39℃以上の39.6℃、京都府京都市で歴代タイ記録の39.8℃（枚方と並び4日連続の39℃以上）、大阪府大阪市で観測史上最高の39.1℃、神戸市で同じく観測史上最高の38.8℃、奈良市でも観測史上最高の39.3℃を観測。堺市でも39.3℃、兵庫県柏原町（現丹波市）で県内観測史上1位（当時）の39.2℃を観測した。なお、近畿地方で40℃以上を観測したのは初であり、2024年9月現在でもこの日が唯一である。他地方では長野県松本市で戦後の観測史上最高記録となる38.0℃を観測。また、福島県では福島市と梁川町で連日の38℃以上となった。
- 8月9日 - 岩手県一関市で38.2℃を観測。また、広島県福山市で37.7℃を観測。
- 8月10日 - 鳥取県鳥取市で38.6℃を観測。
- 8月11日 - 新潟県で猛暑。上越市高田の39.3℃を始め、寺泊町で38.8℃、新潟市で38.1℃、中条町で38.0℃など県内6地点で38℃以上の厳しい暑さとなり、柏崎市で観測史上最高（当時）の37.6℃を観測。また兵庫県香住町で38.0℃、鳥取市で連日38度以上の38.1℃を観測。
- 8月12日 - フェーン現象により、本州日本海側で猛暑。新潟県上越市高田で39.5℃、岩手県岩泉町で38.5℃、山形市で38.2℃、島根県益田市で38.4℃、鳥取市で3日連続38度以上の38.3℃、山口県萩市で37.9℃を観測。青森県青森市でも観測史上最高の36.7℃を観測した。
- 8月13日 - 新潟県津川町で39.4℃、長岡市で39.3℃、山形市で38.9℃、会津若松市で38.0℃、富山市で38.5℃、八尾町で38.4℃、氷見市で観測史上最高の37.4℃を観測。鳥取県米子市で日最低気温29.5℃を観測。
- 8月14日 - 東北～北陸地方で記録的猛暑。岩手県釜石市で県内観測史上最高となる38.8℃を観測。また、宮城県志津川町（現南三陸町）で県内観測史上最高の38.0℃を観測。山形市でも37.8℃を観測し、5日連続37℃以上の猛暑となった。ほか、青森県弘前市で36.5℃など。北陸地方でも記録的猛暑となり、新湊市（伏木）で県内観測史上最高の39.7℃を観測、富山市でも観測史上タイの39.5℃、金沢市で38.0℃を観測したほか、富山市で日最低気温29.9℃を観測。その他、長野市で38.2℃を観測。
- 8月15日 - 福島市で今年最高となる38.8℃、梁川町で38.1℃を観測。
- 8月16日 - 長野県長野市で観測史上最高の38.7℃、信州新町で38.6℃、山形県小国町で38.0℃を観測。福島県も会津若松市で38.1℃、喜多方市で観測史上最高の38.0℃を観測した。甲府市でも38.0℃を観測し、今年6回目の38度以上となった。山陰地方も猛暑となり、兵庫県豊岡市、京都府舞鶴市で38.3℃を観測。
- 9月10日 - 奈良県奈良市で、当年で最晩の猛暑日35.1℃を観測。
- 10月12日 - 亜熱帯地域を除く気象官署19か所で、当年で最晩の真夏日を鳥取県米子市（32.1℃）などで観測。

## 記録
猛暑日連続日数
- 22日間 - 大分県日田市（7月3日から24日）
- 17日間 - 広島県広島市三入（7月8日から24日）

猛暑日年間日数 （40日間以上）
- 45日間 - 大分県日田市（2016年現在、歴代全国最多日数）
- 41日間 - 熊本県熊本市
- 40日間 - 岡山県久世町

日最高気温の月平均 （35.0℃以上）
- 36.0℃ - 大分県日田市（7月）
- 35.7℃ - 京都府京都市（8月）、岐阜県多治見市（8月）
- 35.6℃ - 広島県広島市安佐北区可部町（7月）
- 35.4℃ - 奈良県奈良市（8月）、佐賀県佐賀市（7月）
- 35.3℃ - 大阪府枚方市（8月）、岡山県久世町（7月）
- 35.2℃ - 岐阜県岐阜市（8月）、佐賀県佐賀市（8月）、熊本県熊本市（8月）、大阪府堺市（8月）
- 35.1℃ - 愛知県名古屋市（8月）、岐阜県美濃市（8月）
- 35.0℃ - 大阪府大阪市（8月）、鳥取県鳥取市（8月）、岡山県久世町（8月）、岡山県福渡町（7月、8月）、岡山県高梁市（7月）、熊本県岱明町（8月）

月平均気温 （30.0℃以上）
- 30.2℃ - 大阪府大阪市（8月）
- 30.1℃ - 広島県広島市（7月）、岡山県笠岡市（7月）
- 30.0℃ - 岡山県笠岡市（8月）
沖縄県石垣市と鹿児島県沖永良部島以外では、国内で観測史上初めて30.0℃以上となる。

7月中旬から8月上旬（7月11日から8月10日）の平均気温 （30.0℃以上）
- 30.8℃ - 大阪府大阪市
- 30.7℃ - 岡山県笠岡市
- 30.6℃ - 広島県広島市
- 30.5℃ - 佐賀県佐賀市、大阪府豊中市
- 30.4℃ - 岐阜県岐阜市、京都府京都市、岡山県岡山市
- 30.3℃ - 岐阜県大垣市、福岡県久留米市
- 30.2℃ - 福岡県福岡市、大阪府枚方市、大阪府堺市
- 30.1℃ - 香川県高松市、香川県多度津町、熊本県熊本市
- 30.0℃ - 愛知県名古屋市、愛知県東海市、熊本県岱明町